# Jacob Ängman
Jacob Ängman, fram till 1892 Jacobsson, född 29 januari 1876 i Brunflo församling, Jämtlands län , död 24 februari 1942 i Brännkyrka församling, Stockholm, var en svensk silversmed, formgivare och konsthantverkare.

## Biografi
Han var son till lantbrukaren Jacob Eriksson och Ingrid Sofia Bergvall och från 1911 gift med Ebba Röding. 
Ängman studerade vid Tekniska skolan i Stockholm 1893–1894. Han anställdes 1896 vid Otto Meyer & Co och var där med om gjutningen av Djurgårdsbrons zinkfigurer; på kvällar och helger studerade han vidare på Tekniska skolan. Han lämnade arbetet vid Meyer & Co 1898 och var därefter anställd vid Förenade konstgjuterierna 1898–1903. Efter att han avslutat studierna vid skolan 1903 lyckades han få ett stipendium från Kommerskollegium för vidareutbildning Tyskland. Sommaren 1903 studerade han för skulptören Otto Bommer; senare samma år var han en period hos hovjuveleraren Th. Müller i Weimar där han handleddes av professor Henry van de Velde. Från Weimar reste han till München och praktiserade vid Brandstätters konstgjuteri samt bedrev fria modell och museistudier. 
Han återkom till Sverige sommaren 1904 då han samarbetade med skulptören Hugo Elmqvist och anställd som verkmästare i dennes verkstad 1904–1907. Han blev avdelningschef och ritare vid Guldsmedsaktiebolaget i Stockholm (GAB) 1907 där han var konstnärlig ledare och ateljéchef 1907–1942. Perioden 1909–1917 var han ordinarie huvudlärare vid Tekniska skolan i Stockholm vid sidan därav. 
Hans produktion är omfattande av egenhändigt utförda arbeten och formgivning av industriella standardvaror som gjorde honom till en banbrytare och förnyare inom svenskt silversmide. Under intryck av tidig jugend från danskt och engelskt silversmide utvecklade han ett formspråk som anknyter till 1920- och 1930-talens särdrag av klassicism och funktionalism. Han har utformat ett flertal altaruppsatser till kyrkor samt en dopfuntinsats i silver till Petrikyrkan i Malmö, ett kors till Uppsala domkyrka, altarkors till Östersunds nya kyrka, brudkronor till Katarina kyrka och Bromma kyrka samt profana praktpjäser dit han själv räknade juvelskrinet Heliga tre konungar som sitt bästa verk, och pokalerna Jona med fisken samt Blomman. Som formgivare formgav han silverkorpus och bestick för GAB:s räkning bland annat skapade han silverbestickmodellerna Vasa 1921 och Rosenholm 1933–1935. Han medverkade i Stockholmsutställningen 1909, Baltiska utställningen, hemutställningen på Liljevalchs konsthall 1917, Jubileumsutställningen i Göteborg 1923, Stockholmsutställningen 1930, samt världsutställningarna i Paris 1925 och 1937 samt världsutställningen i New York 1939. En minnesutställning med delar av hans produktion visades på Nationalmuseum 1942. Han var en av stiftarna i föreningen Konsthantverk och föreningens första ordförande 1904–1906. Fjorton dagar före sin död undertecknade han ett papper där silversmeden Sven Arne Gillgren fick alla hans verktyg, så de icke skulle skingras. Ängman är representerad på Nationalmuseum i Stockholm. Jacob Ängman är begravd på Skogskyrkogården i Stockholm.